# Bahnhof Walsum
Der Bahnhof Walsum ist Bahnhof an der Walsumbahn Oberhausen – Spellen im Ortsteil Alt-Walsum des Duisburger Stadtbezirks Walsum. Er wurde bis 1983 planmäßig von Reisezügen angefahren und ist seitdem ein reiner Güterbahnhof. Über den Bahnhof wird das Kraftwerk Duisburg-Walsum mit Steinkohle beliefert, bis 2008 erfolgte zudem die Ausfuhr von Kohle aus der Zeche Walsum.
Das Empfangsgebäude steht unter Denkmalschutz.

## Geschichte

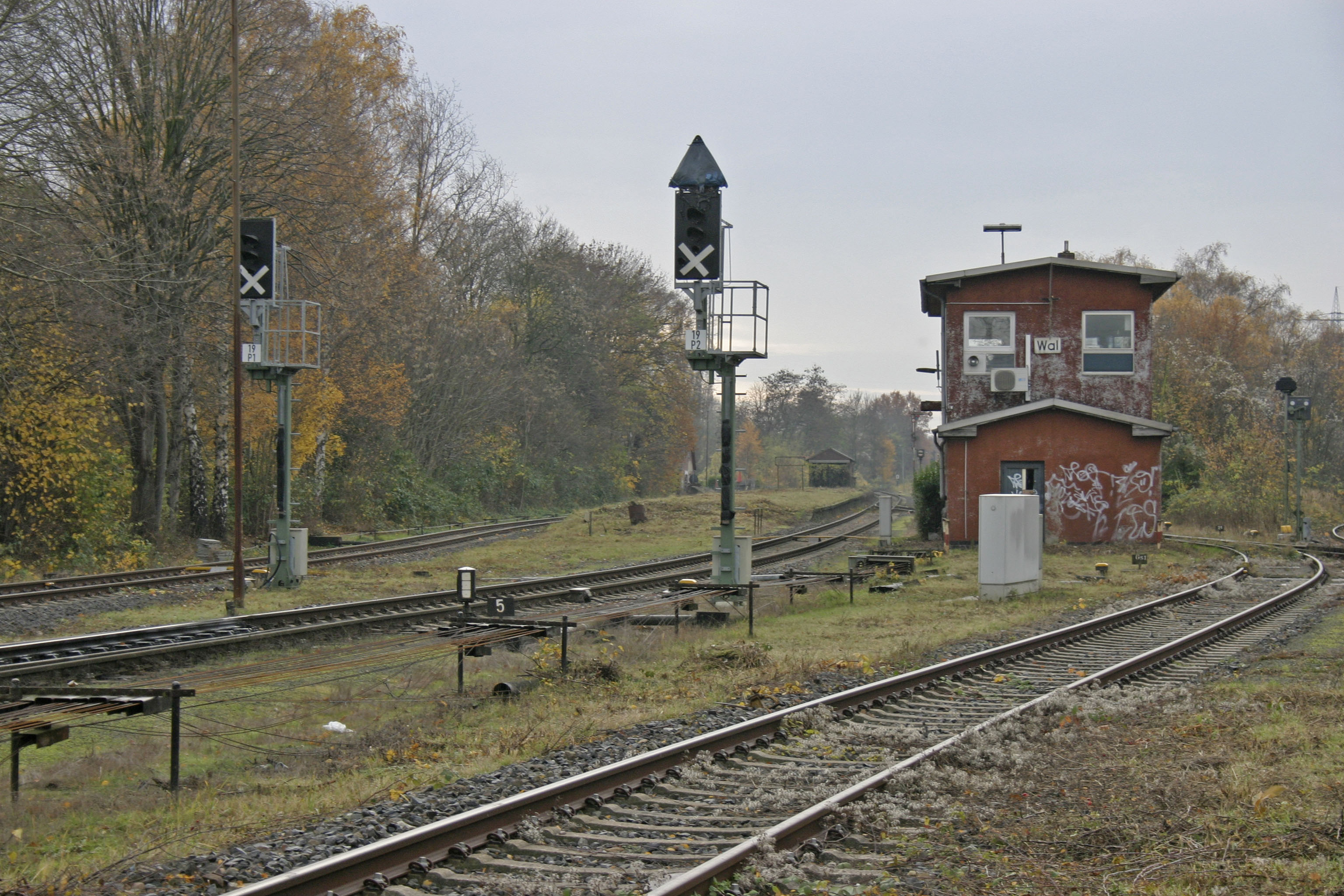
Stellwerk Wal und Bahnsteig, 2016

Der Bahnhof ging zusammen mit der Strecke am 15. Oktober 1912 in Betrieb, die Eröffnung fand am Vortag statt. Am 1. Oktober 1913 ging nördlich des Empfangsgebäudes ein Güterschuppen für Frachtstückgutverkehr in Betrieb. Zwischen beiden Gebäuden befand sich eine Kopfseitenrampe für Ladearbeiten. Im März 1921 besetzten belgische Truppen den Ort Walsum, der Bahnhof wurde zunächst im November 1922 und erneut vom 13. Januar 1923 bis 23. November 1923 besetzt. 1926 ging der Gleisanschluss der AG für Maschinenpapierproduktion (ab 1936: Aschaffenburger Zellstoffwerke) in Betrieb, die Betriebsführung lag bei dem Unternehmen. Später wurde das Anschlussgleis mit der Anschlussbahn der Gutehoffnungshütte (GHH) verbunden. Im Jahr 1937 war Walsum als Bahnhof III. Klasse eingestuft. Zehn Reichsbahner und eine Halbtages-Putzkraft versahen vor Ort ihren Dienst. Am 7. September 1939 wurde eine Zugschlussmeldeanlage in Betrieb genommen, diese befand sich an der Ostseite des Warteraums auf dem Bahnsteig. Durch Schaltung mittels Vierkantschlüssel konnte der Zugführer dem Fahrdienstleiter signalisieren, dass sein Zug vollständig eingefahren ist. Die Einrichtung wurde erforderlich, da sich die Signalzugschlussstelle – die Stelle, an der das die Fahrt zulassende Hauptsignal wieder auf Halt gestellt werden darf – aus Richtung Hamborn vor dem Stellwerk befand und somit für den Fahrdienstleiter nicht einsehbar war. Der Rückblock erfolgte vorher bei der Weiterfahrt nach Möllen. Da mit der Einführung des Ruhrschnellverkehrs 1937 eine höhere Zugfolge erzielt werden sollte, konnte das Verfahren für Personenzüge nicht beibehalten werden.
Mit der Aufnahme der Steinkohlenförderung auf der Zeche Walsum im Jahr 1939 ging auch ein Anschlussgleis zwischen dem Bahnhof Walsum und dem Betriebsbahnhof Driesenbusch der Bergwerksgesellschaft in Betrieb. Zusätzlich entstand ein zweigleisiger Übergabebahnhof westlich der vorhandenen Gleisanlagen. 1943 ersetzte die Reichsbahn das Befehlsstellwerk Wal (Bauart AEG) durch einen Neubau (Bauart Bruchsal). Mit seiner Inbetriebnahme wurden die Weichen und Sperrsignale des Übergabebahnhofs an das Stellwerk angeschlossen und Zugfahrten aus dem Übergabebahnhof Richtung Hamborn ermöglicht. Während des Zweiten Weltkrieges fand in Walsum die Bildung von Munitionszügen statt. Der Bahnhof war angesichts seiner Bedeutung wiederholt Angriff von Luftschlägen. Bei einem Luftangriff am 18. August 1940 wurde der nördliche Bahnhofskopf um das Wärterstellwerk Nt getroffen und die Strecke beschädigt. Am 17. Juni 1944 und am 14. Oktober 1944 kam es zu weiteren Luftangriffen, bei denen das Empfangsgebäude stark beschädigt wurde. Die Strecke war für mehrere Tage unterbrochen. Am 8. Mai 1945 brannten Fremdarbeiter das Stellwerk Wal bis auf die Betondecke nieder. Da die Brücke über die Kleine Emscher gesprengt worden war, war der Zugverkehr zwischen Hamborn und Walsum unterbrochen. Um den Streckenabschnitt Walsum – Spellen dennoch bedienen zu können, wurden Züge ab Sterkrade über die Werkbahn der GHH und das Anschlussgleis der Zellstoffwerke umgeleitet. Ab Mai 1948 konnten die Züge wieder den regulären Laufweg nehmen. Gleichzeitig ging das Befehlsstellwerk Wal nach Wiederaufbau in veränderter Form in Betrieb. Im November 1949 ging der Neubau der im Krieg beschädigten Güterabfertigung in Betrieb.
Zum 14. Mai 1950 wandelte die Bundesbahndirektion (BD) Essen die Strecke nördlich von Walsum in eine Nebenbahn um und führte gleichzeitig den Zugleitbetrieb auf dem Abschnitt ein. Walsum wurde Zugleitstelle und zuständige Dienststelle für die Ausweichanschlussstelle Möllen und den Bahnhof Spellen. Vermutlich ging zu dieser Zeit das Stellwerk Nt außer Betrieb. Die Signale wurden am Nordkopf entfernt und die Weichen auf Ortsbetrieb umgestellt. Ab dem 25. Mai 1963 war Walsum der nördliche Endbahnhof für Personenzüge aus Richtung Oberhausen. 1967 hob die BD Essen die Abfertigungsbefugnisse für Stückgut in Walsum auf, die Aufgaben übernahm die Güterabfertigung Dinslaken. Die Güterabfertigung wurde geschlossen und ihre Diensträume in das Empfangsgebäude verlegt. Am 30. Juni 1977 wurde der Bahnhof Walsum als eigenständige Dienststelle aufgegeben und die Befugnisse an den Bahnhof Oberhausen West übertragen. Um 1980 wurden am nördlichen Bahnhofskopf wieder ein Einfahrsignal und Ausfahrsignale in Richtung Möllen aufgestellt. Während die Haupt- und Sperrsignale direkt an das Stellwerk Wal angebunden waren, wurden die Weichen in diesem Bereich über ein Schlüsselwerk in die Fahrstraßenlogik des Stellwerks eingebunden. Der zugehörige Bau wurde als Posten n bezeichnet. Hintergrund war die Ausweitung des Kohlezugverkehrs zwischen der Zeche Walsum und dem Kraftwerk Voerde bei Möllen. Am 29. Mai 1983 endete der Personenverkehr auf der Walsumbahn. Das Empfangsgebäude wurde fünf Jahre darauf unter Denkmalschutz gestellt. Im Dezember 1998 zog die DB Cargo den letzten Rangierer vor Ort ab, die Aufgaben übernahm das Rangierpersonal aus Oberhausen West. Da die Zeche Walsum ihre Förderung Ende 2008 einstellte, war Posten n entbehrlich geworden und wurde am 3. Dezember 2008 aufgegeben. Die in das Streckengleis führenden Weichen wurden verschlossen. Im Dezember 2017 wurde der Bahnhof an das ESTW-Z in Oberhausen West angeschlossen und die Ausfahrten Richtung Möllen wieder ermöglicht.

## Lage und Aufbau

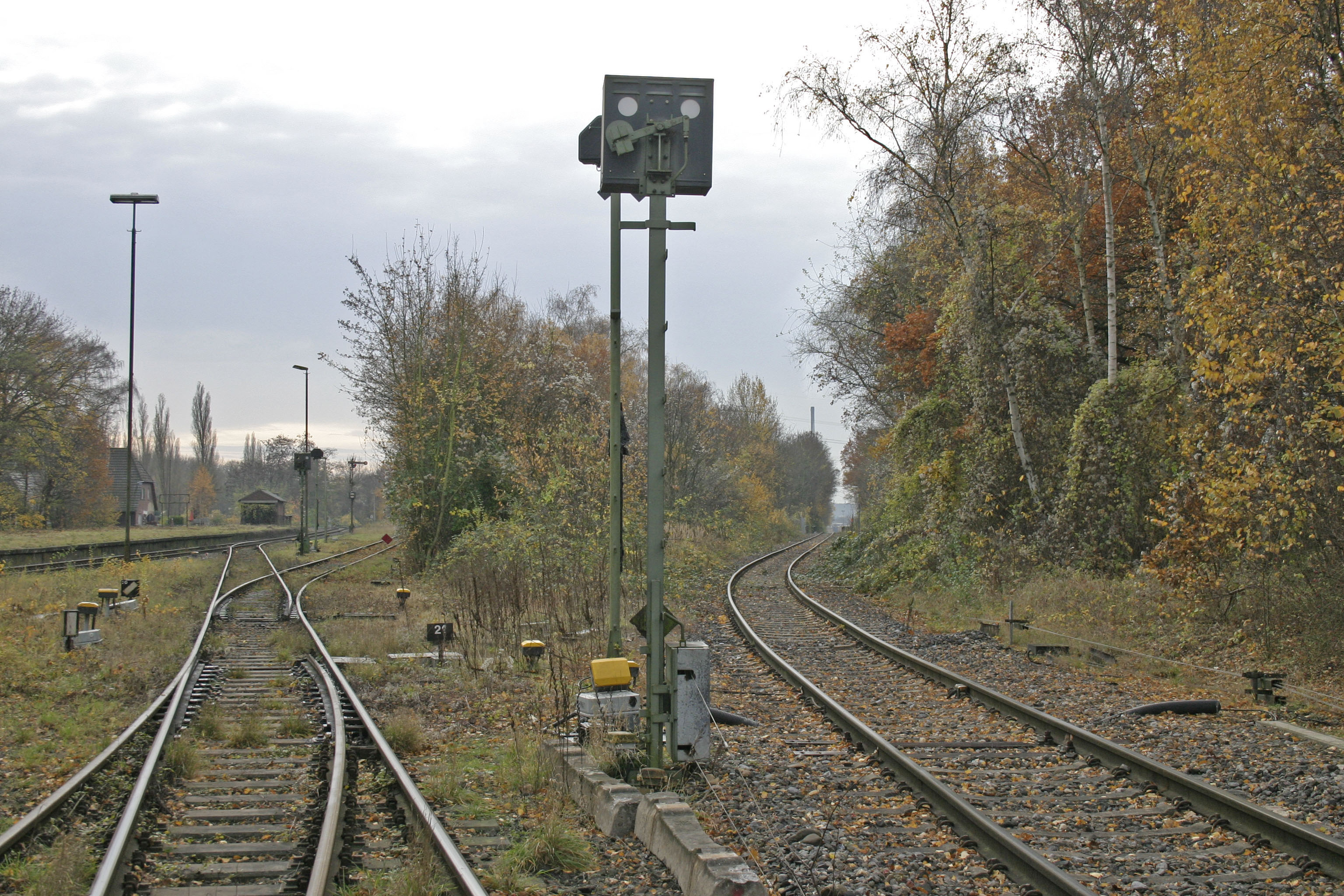
Gleisanschluss zum Kraftwerk Walsum (re.), 2016

### Gleisanlage
Der Bahnhof befindet sich im Stadtbezirk Duisburg-Walsum zwischen den Ortsteilen Alt-Walsum und Vierlinden. Die Strecke verläuft im Bahnhofsbereich annähernd in Süd-Nord-Richtung. Das Einfahrsignal 19A aus Richtung Duisburg-Hamborn steht im Streckenkilometer 12,827, das Einfahrsignal 19F aus Richtung Möllen (Niederrhein) im Kilometer 14,900. Der Bahnhof verfügt über sieben Gleise. Gleis 1 und 2 sind die ehemaligen Bahnsteiggleise am Südkopf. Gleis 3 dient als Überholgleis. Die Gleise 4–7 (ehemals 12–15) gehören zur Übergabegruppe zum Kraftwerk Walsum sowie ehemals zur Zeche Walsum. Die Anschlussgleise zum Kraftwerk Walsum und Norske Skog führen in südlicher Verlängerung der Gleise 4 beziehungsweise 3 aus dem Bahnhof heraus. Weichen und Signale werden vom ESTW-D Walsum aus gesteuert, der zuständige Fahrdienstleiter sitzt in der ESTW-Zentrale im Bahnhof Oberhausen West. Das im Dezember 2017 in Betrieb genommene elektronische Stellwerk ersetzte das mechanische Stellwerk Wal. Bis zur Aufschaltung des ESTW befand sich in Walsum eine Fernsteuereinrichtung für das Stellwerk Moe im Bahnhof Möllen (Niederrhein).

### Empfangsgebäude und Bahnsteig

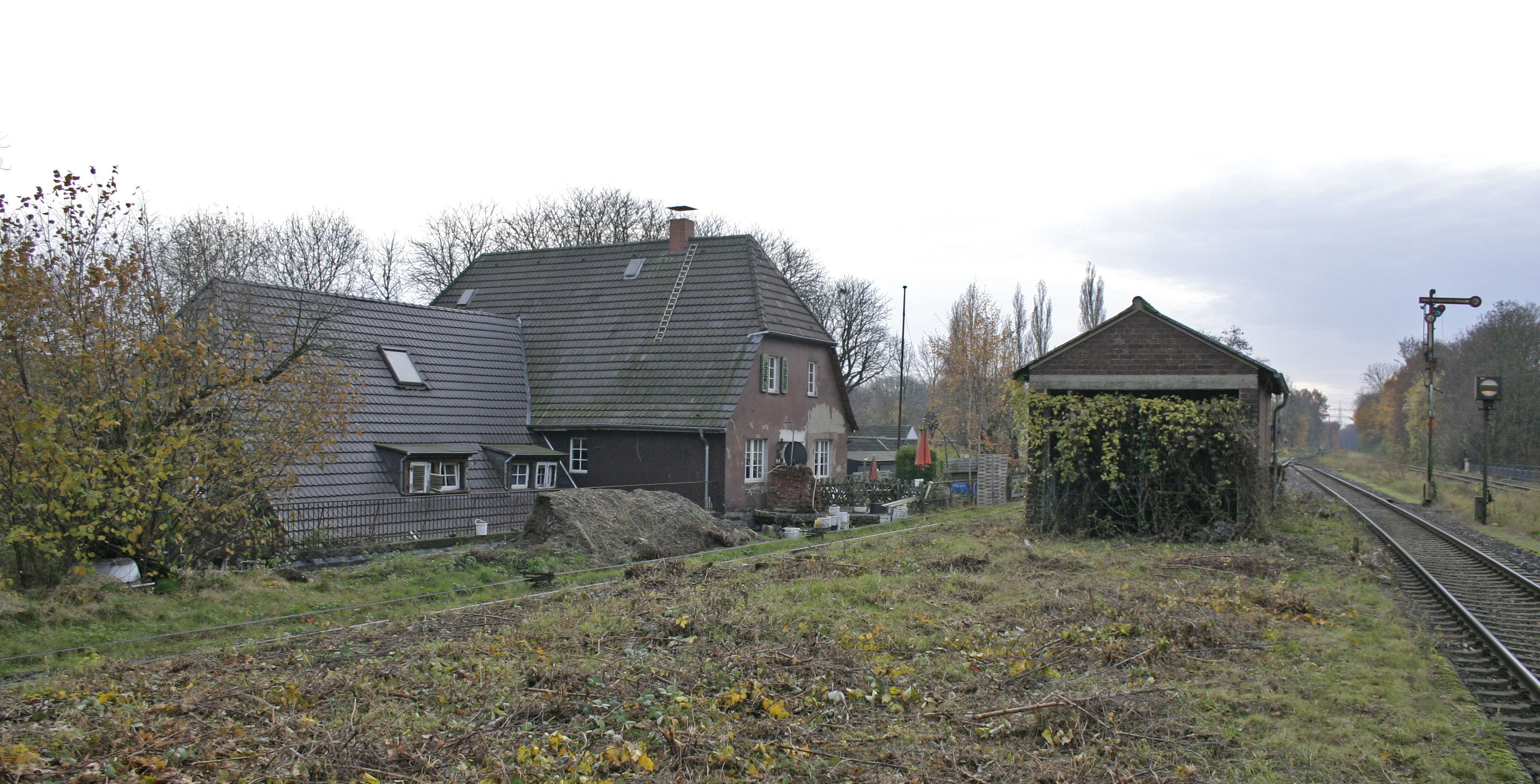
Empfangsgebäude und Bahnsteig mit Zugangsbauwerk, 2016

Das ehemalige Empfangsgebäude steht an einer Seitenstraße der Römerstraße. Es ist in Anlehnung des niederrheinischen T-Hauses errichtet worden. Der zweigeschossige Querbau steht giebelständig zur Straße mit einer Fachwerkfassade. Über einen eingeschossigen Anbau gelangten die Reisenden in den Vorraum mit Fahrkartenausgabe und Wartehalle. Der Sockel ist aus Bruchsteinquadern gefertigt. Der verputzte Bau wird von einem Krüppelwalmdach bedeckt. Der Zugang zum Mittelbahnsteig erfolgte über einen Personentunnel. Der gemauerte und teilverglaste Treppenaufgang hat ein zweistufiges Satteldach. Das Empfangsgebäude steht seit dem 6. April 1988 unter Denkmalschutz.
Überregionale Bekanntheit erlangte das Gebäude nach dem Verkauf an ein Ehepaar und den anschließenden Renovierungsarbeiten. Von 2011 bis 2014 waren die Arbeiten in der Doku-Soap Ab in die Ruine! auf VOX zu sehen. Die 2017 andauernden Arbeiten waren wiederholt von Konflikten zwischen den Besitzern und der Deutschen Bahn geprägt, unter anderem auf Grund eines längeranhaltenden Wasserschadens am Gebäude. Hinzu kamen Streitigkeiten um die Eigentümerschaft an Personentunnel, Treppenaufgang und dem Bahnsteig.

## Verkehr

### Personenverkehr
Der Sommerfahrplan von Mai 1914 wies zwischen Oberhausen Hauptbahnhof und Wesel täglich acht Zugpaare auf. Infolge der steigenden Inflation ging das Angebot 1920 bis auf drei Zugpaare zurück. Am 3. Oktober 1937 wurde die Walsumbahn in den Ruhrschnellverkehr einbezogen und das Angebot auf 34 Züge ausgeweitet. Im Sommer 1939 fuhren 17 Zugpaare auf der Strecke, bis 1943 ging die Anzahl auf 13 Zugpaare zurück. Im Winterfahrplan 1944/45 fuhren drei Züge über Wesel hinaus weiter bis Bocholt, in der Gegenrichtung kamen sieben Züge aus Bocholt über die Walsumbahn nach Oberhausen.
Nach dem Zweiten Weltkrieg endeten die Personenzüge Richtung Wesel in Spellen. Bis zum Wiederaufbau der Emscherbrücke zwischen Walsum und Hamborn 1948 fuhren die Züge über das Anschlussgleis der Papierfabrik die Werkbahn der Gutehoffnungshütte über Aldenrade nach Sterkrade. Ab 1951 bestand eine durchgehende Verbindung von Spellen über Walsum und Oberhausen Hauptbahnhof nach Duisburg-Ruhrort. Seit dem 26. Mai 1963 war Walsum der nördliche Endpunkt für Personenzüge. Bis 1966 setzte die Bundesbahn bei Heimspielen des Meidericher Spielvereins Fußballsonderzüge zwischen Walsum und dem Haltepunkt Duisburg Sportpark ein. Die Eintrittskarten für das Wedaustadion konnten zusammen mit den Fahrkarten erworben werden. Nach Ausweitung des Kohlezugverkehrs nach Möllen reduzierte die Bundesbahn das Personenzugangebot 1976 auf zwei Zugpaare täglich. Da die Fahrgastzahlen auf unter 20 Personen sanken, beantragte die BD Essen im Oktober 1982 die Einstellung des Personenverkehrs. Am 28. Mai 1983 stellte die Bundesbahn den verbliebenen Personenverkehr zwischen Oberhausen Hbf und Walsum ein.

### Güterverkehr

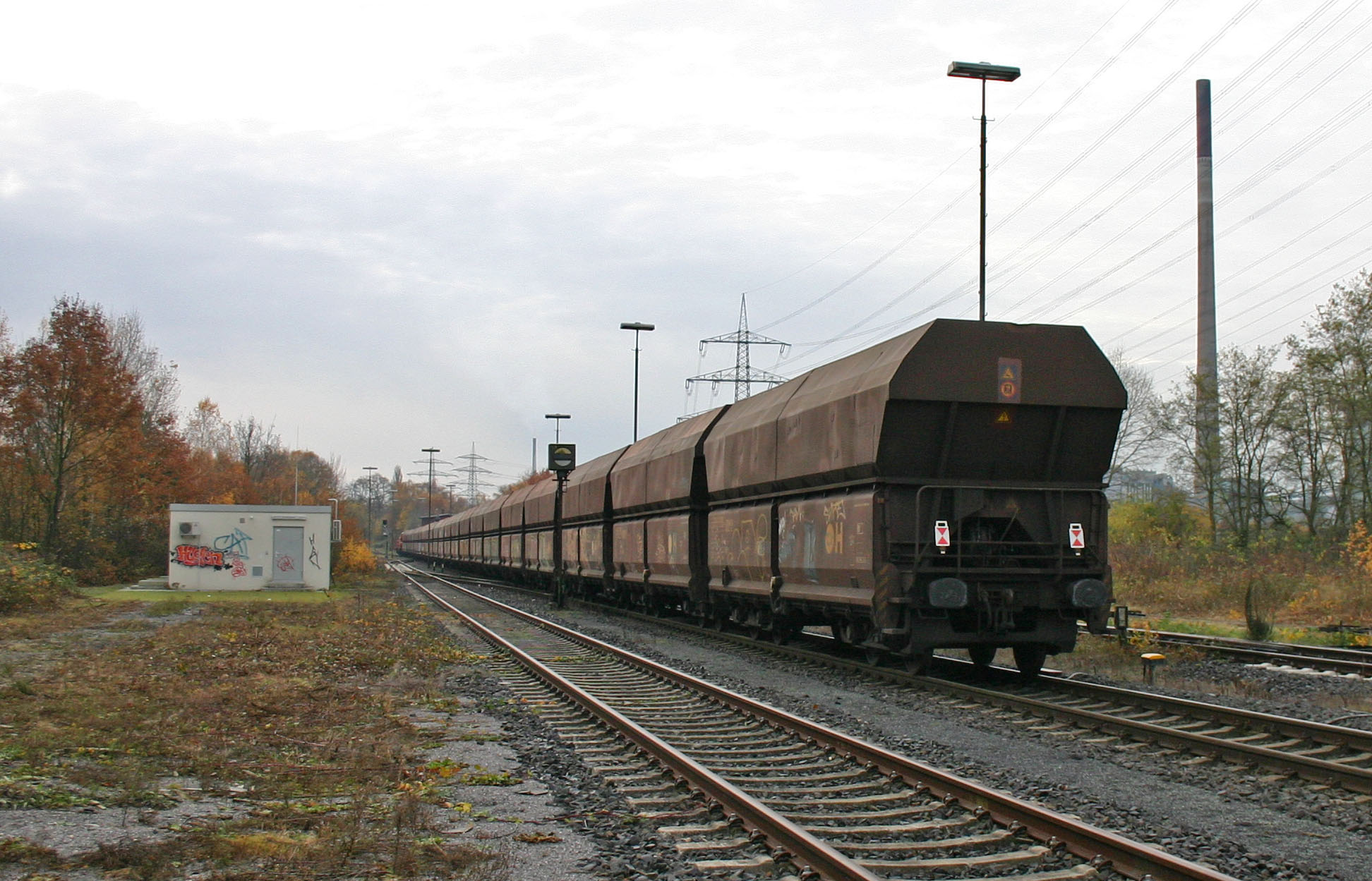
Durchfahrt eines Güterzuges von Möllen (Niederrhein) nach Oberhausen West, bis 2008 pendelten die Züge zwischen Möllen und Walsum, 2016

In den 1970er Jahren wurden die Ladegleise zum Umschlag von Schrott genutzt. Ein Möbelfabrikant mietete sich im ehemaligen Güterschuppen ein. Zu den Hauptanschließern des Bahnhofs gehörten die Aschaffenburger Zellstoffwerke, die Gutehoffnungshütte (GHH) sowie die Zeche und das Kraftwerk Walsum.
Der Zechen- und Kraftwerksanschluss ging 1939 in Betrieb, er dient seit 2008 ausschließlich dem Kraftwerk. Die zugeführte Steinkohle kommt teilweise aus dem Ausland sowie von der Zeche Prosper-Levin in Bottrop. Die Transportleistungen übernehmen die Niederrheinischen Verkehrsbetriebe sowie die RBH Logistics.
Der Anschluss der Zellstoffwerke bestand ab 1926 und wurde zunächst in Eigenregie mit Dampflokomotiven betrieben. Das Walsumer Werk der Zellstoffwerke schloss zum Jahresende 1963 und ging anschließend an Haindl Papier über. Gleichzeitig übernahm die Deutsche Bundesbahn die Betriebsführung auf dem Anschlussgleis. Bis spätestens 1970 bestand von hier aus eine Verbindung zum Gleisnetz der GHH. 2001 übernahm der norwegische Konzern Norske Skog das Papierwerk von Haindl. 2015 meldete das Werk Insolvenz an. Auf dem Gelände ist der Bau des logport VI vorgesehen, für den der Anschluss genutzt werden könnte.